# Есабай
39°01′22″ пн. ш. 65°30′19″ сх. д. / 39.022777777778° пн. ш. 65.505277777778° сх. д.
Есабай (узб. Esaboy, Эсабой) — міське селище в Узбекистані, в Касанському районі Кашкадар'їнської області.
Населення 2,3 тис. мешканців (1986).
Статус міського селища з 2009 року.